# Karpatsko-balkanske planine

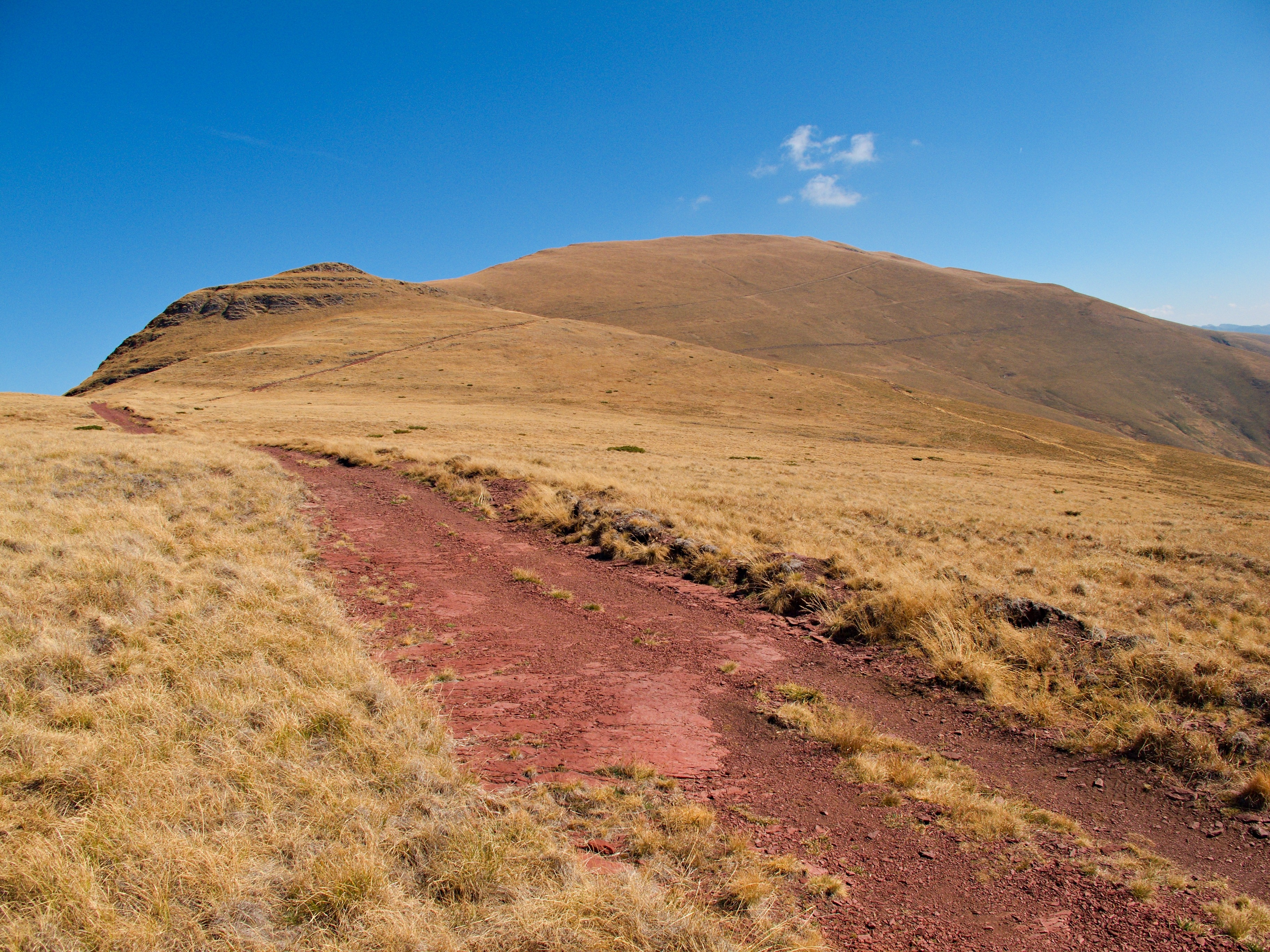
Nejvyšší hora centrálního Srbska, Midžur.

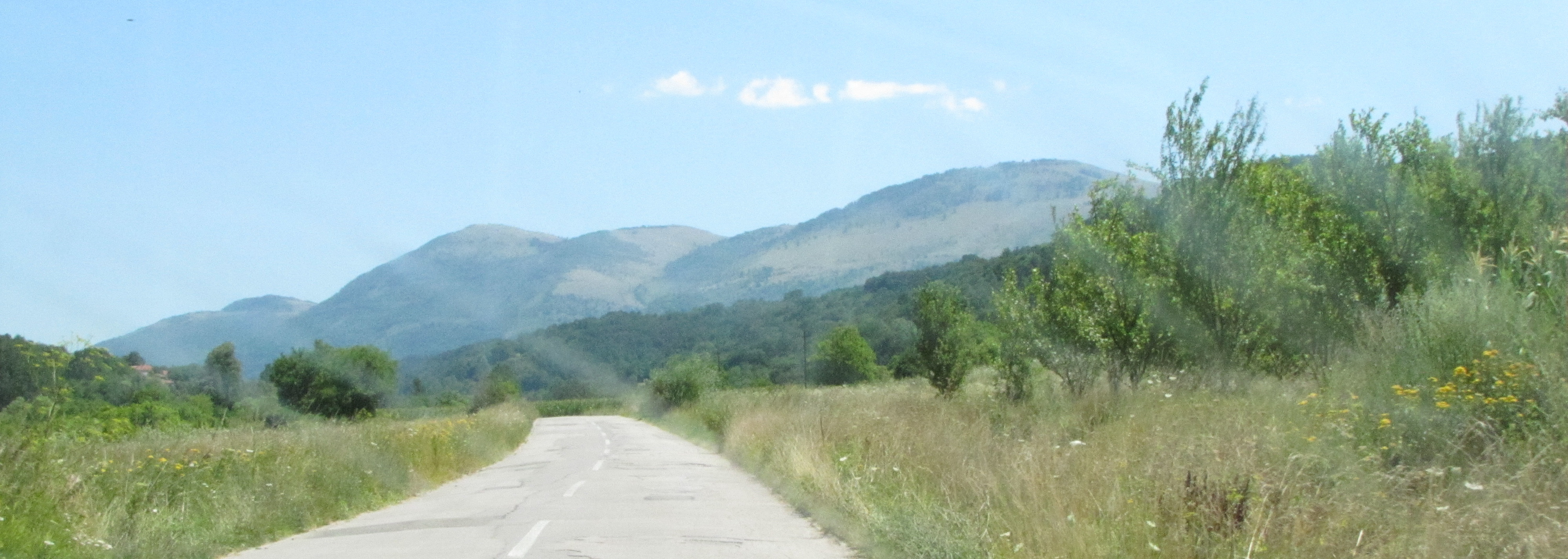
Pohoří Svrljiške planine.

Karpatsko-balkanske planine (Karpatsko-balkánské hory) jsou soustava pohoří ve střední části severního Balkánu. Zabírají prostor mezi Panonskou pánví s údolím Velké Moravy na západě, Rilsko-rodopským masivem na jihu, Dolnodunajskou nížinou na východě a Dunajem na severu. Nacházejí se na území východního Srbska, částečně také Bulharska.
Tvořeny jsou horninami různého stáří a původu, jako jsou pískovec, vápenec a vulkanické horniny, ojediněle dosahují mocnosti 600 až 1000 metrů. 

## Obecná charakteristika
Povrchové a podzemní krasové útvary jsou zde velmi časté, i když ne rozsáhlé. Z povrchových krasových jevů jsou zastoupeny trhliny, závrty a krasová pole, doplněné o množství jeskyní (Resasvká, Zlotská (Lazareva), Bogovinská, Ceremošnja, Dubočka, Ravaničská). Jednotlivá pohoří v rámci Karpatsko-balkánské soustavy jsou pokryté lesy a pastvinami, v podzemí se ukrývají velké zásoby hnědého a černého uhlí, mědi, zlata i stříbra. Na některých místech se tyto minerály i těží (např. v okolí města Bor).
Karpatská (na severu) a balkánská pohoří (na jihu) odděluje linie Ražanj (údolí Moravice) – Sokobanjská kotlina – Knjaževacská kotlina.

## Pohoří
Na území Karpatsko-balkánských hor se nacházejí tři pohoří, oddělené kotlinami a údolími řek. Vnitřní (západní) část tvoří pohoří Zviške planine, Homoljske planine, Beljanica, Kučajske planine, Rtanj, Ozren, Devica a Suva planina. Centrální část tvoří celky Šomrda, Stol, Veliki Krš, Crni vrh, Tupužnica, Tresibaba a Svrljiške planine, vnější (východní) část tvoří pohoří Miroč, Veliki Greben, Deli Jovan a Stara planina. Tato část má délku asi 90 kilometrů a nachází se tu nejvyšší vrchol celé soustavy i centrálního Srbska, Midžur (2169 m n. m.).

## Údolí a rokle
Hory jsou rozděleny kotlinami a soutěskami, jimiž vedou hlavní silnice. Nejznámější kotliny jsou: Zviždšská (Kučevska), Homoljská (Žagubička), Crnoreččská a Zaječarská. V balkánské horské oblasti to jsou: Knjaževačská, Sokobanjská, Svrljišká, Belopalanačská, Zaplanjská i Pirotská. Mezi kotlinami je také několik soutěsek, například: Đerdapská, Čestobrodica a Sićevská.

## Dolnodunajská nížina
Dolnodunajská nížina zahrnuje oblast Negotinska krajina a pohoří Ključ, v ohybu Dunaje v blízkosti Kladova. Negotinska krajina se nachází v severovýchodní části Srbska, ohraničena je Miročem i Deli Jovanem. Představuje nejníže položenou úrodnou kotlinu v Srbsku (28 m n. m.). Ključ se nachází v ohybu Dunaje u Kladova, mezi soutěskou Železná vrata, Miročem a Vratnjanskou řekou. Negotinska Krajina i Ključ představují důležitý prvek hospodářského významu, říční dopravy na Dunaji, rybářství a pěstování vinné révy.